# 吉川典雄
吉川 典雄（よしかわ のりお、1974年〈昭和49年〉4月21日 - ）は、札幌テレビ放送（STV）のアナウンサー。神奈川県横浜市出身。血液型はA型。星座はおうし座。
ラジオでは「吉川のりお」名義で出演している。

## 来歴・人物
神奈川県立横浜緑ケ丘高等学校、早稲田大学第一文学部卒業後、1998年入社。同期は熊谷明美、横井健一、中島静佳（現・フリーアナウンサー）。高校時代はラグビー部で活躍していた。趣味は、キャンプ生活・BBQ・プロ野球観戦・箱根駅伝の戦力チェック。座右の銘・好きな言葉は「楽しみは自分で作り出す」。道産納豆、山岡家のラーメン、やきそば弁当をこよなく愛している。
近年はラジオを中心に出演している。2019年、第40回NNSアナウンス大賞ラジオ部門大賞を受賞。
2011年からは、札幌出身バンドTRIPLANE、シンガーソングライター河野玄太と手を組み東日本大震災チャリティライブ『吉川 Family Presents「僕らの街から」』を開催。ライブ収益は震災支援を行うNPOへ寄付される。
2022年からはアジアリーグアイスホッケーに属するレッドイーグルス北海道の会場MCも務める。
HAMBURGER BOYSのシングル曲「のりお」は吉川がモチーフになっている。
2025年7月1日付けでアナウンス部長に就任する人事が発表された

### 吉川野ブタ。
土曜ドラマ「野ブタ。をプロデュース」の番組宣伝の一環として、2005年10月から12月まで、吉川が豚のキャラクターを頭にかぶり「吉川野ブタ。」に一時的に改名。「野ブタ。～」放送前日の金曜日22:54から23:00（JST）にミニ番組を担当。本人は「入社以来一番やりたかった（汚れ）仕事」と言っている。

## 現在の担当番組

### テレビ
- STVニュース（不定期）
- どさんこワイド等のナレーション

### ラジオ
- ノノさんの朝ごはん（2022年4月1日 - ）
- STVニュース（不定期）

## 過去の担当番組

### テレビ
- もっと～っ!STV DX
- なまおん
- どさんこワイド（2013年4月 - 9月、中継担当）
- マハトマパンチ（2013年10月 - 2014年9月、中継担当）
- 1×8いこうよ!（ナレーション、1回のみ）
- 情報!Sセンス!

### ラジオ
- ライブスピカ（2000年10月 - 2008年3月）
- スーパーヒットチャートなまらん（2005年10月3日 - 2011年4月1日）
- アンビシャスlive（2008年4月 - 2011年3月）
- 牧とのりおのスーパースクランブル（2011年4月4日 - 2013年3月29日）
- アタックヤング（金曜日担当、2011年4月8日 - 2013年3月29日）
- どさんこラジオ（月曜 - 木曜、2013年4月1日 - 2015年3月）
- 吉川のりおの聞いてナットクのりのりラジオ（2015年4月 - 2016年4月）
- 吉川のりおのミュージックドカン!（2015年4月 - 2016年3月）
- 喜瀬と通夫の日曜楽楽生ワイド - 喜瀬が他の仕事の関係で出演できない場合に代役を務める。不定期。
- 喜瀬ひろしの楽楽日ようび - 同上
- ウイークエンドバラエティ 日高晤郎ショー（2001年 - 2005年、2016年4月 - 2017年3月）
  - レポーター、「ひるノリ歌謡曲」コーナー担当。
  - 2018年2月3日・3月31日は入院した日高のピンチヒッターを務めた。
- オハヨー!ほっかいどう（2016年4月 - 2018年9月）- 木、金曜日 担当
- GO!GO!サタデー（2017年4月 - 9月、2018年4月）
  - GO!GO!サンデー（2018年4月、2019年1月5日） - 2018年4月初回のみ担当したものの野球中継延長のため未放送。
  - GO!GO!コンサドーレ（2017年4月8日 - 2022年3月25日）
- イイ唄イロイロ歌謡曲（2018年4月 - 5月）
- ウイークエンドバラエティ 日高晤郎ショー フォーエバー（2018年4月14日 - 2019年3月23日）
  - STVラジオ開局60周年特別番組「ウイークエンドバラエティ日高晤郎ショーフォーエバー2022」（2022年4月3日）
- #Let it Beat（2018年4月 - 2019年3月）
- チャリティーミュージックソン（2019年12月24日 - 12月25日）
- まるごと!エンタメ〜ション
  - 2019年4月 - 2021年3月末、16時台のみ担当。
  - 2021年8月25日、13・14時台代演。
  - ようじのぢかん 12月第2週（2022年12月12日 - 2022年12月16日）
  - ようじのぢかん 9月第1週（2023年9月4日 - 9月8日）
- イイ加減にしろっぷサンデー（2021年8月29日、代演）
- サウンドプラント
  - 吉川のりおのバーチャル散歩（2022年4月4日）
  - 絵本作家サトシンの子育て語りまショー（2022年8月15日）
  - サウンドプラントスペシャル
    - 声で紐解く ウイークエンドバラエティ 日高晤郎ショー（2022年11月6日、13日）
    - 喜瀬ひろしと吉川のりおの The Legend of アタックヤング（2022年12月18日）
- 吉川のりお スーパーLIVE（2019年4月 - 2025年3月）
- COCONO Sラジ（2024年4月3日 - 2025年3月）水曜日担当
- ひちょりのWA!!